# Yannick Boli
Yannick Boli (Saint-Maurice, 13 de enero de 1988) es un futbolista francés. Juega de delantero y su  último equipo fue el Port F. C. de Tailandia.
Su hermano Basile Boli también es futbolista, juega en el Olympique de Marsella.

## Selección nacional
Disputó con las categorías inferiores de Costa de Marfil en el Torneo Esperanzas de Toulon de 2010, donde se consagró campeón. Ha sido internacional con la absoluta en una ocasión.

## Trayectoria
Nacido en Saint-Maur-des-Fossés, Boli comenzó su carrera como jugador con el PSG de la Ligue 1, uniéndose a ellos cuando tenía once años. 
Formó parte del equipo B del equipo desde 2005-07. En 2006, ayudó a su equipo de menores de 18 años a ganar el Campeonato de Francia Sub-18 y en su última temporada, fue un máximo goleador.
El 6 de mayo de 2008 marcó un gol en el minuto 77 contra el Amiens SC de la Ligue 2, en las semifinales de la Copa de Francia para enviar al PSG a la final, donde fue un sustituto inutilizado al perder 1-0. a Lyon. Al jugar para el PSG, Boli dijo: "El PSG es el club de mis sueños y me uní cuando tenía 11 años. El hecho de que estoy jugando aquí con el primer equipo me da un inmenso orgullo". 
Boli fue cedido al recién ascendido Le Havre AC de la Ligue 1 el 18 de octubre de 2008 hasta el final de la temporada 2008-09, debutando siete días después en una victoria local de 2-1 sobre Valenciennes en el Stade Jules Deschaseaux. Hizo un total de once apariciones en la liga, antes de regresar al PSG en julio de 2009.
El 19 de agosto de 2009, Boli se unió al Blackpool del Campeonato Británico a prueba, con Sky Sports informando que podría estar a punto de firmar un contrato de préstamo por un año con los Seasiders. Boli dijo: "Estoy feliz de estar aquí en Inglaterra, ojalá (la jugada) me pase a mí". La Blackpool Gazette luego afirmó que era poco probable que Boli firmara, sin embargo, The Times informó que estaba se espera que se traslade a Blackpool en préstamo después de un plan médico para el 24 de agosto.
En septiembre de 2011 Boli se unió a la agencia de fútbol con sede en Londres Pro Sports Agency. Firmó con el club búlgaro A PFG Chernomorets Burgas después de un período de prueba de una semana. 
El 18 de febrero de 2013 fue vendido al lado ucraniano Zorya Lugansk por una tarifa de 300 000 €. Él firmó un contrato de dos años. 
El 29 de agosto de 2014, Boli se anunció como un jugador de Anzhi Majachkalá, firmando un contrato de cuatro años. En noviembre de 2014, Yannick Boli fue galardonado como el mejor gol del mes y se le otorgó el 1FNL Best Players en el sitio web oficial de la Liga Nacional de Fútbol. 
Después de unirse al club, dirigido por Sergei Tashuyev, Boli fue introducido muy lentamente en la alineación titular. En su primer juego contra SKA-Energia, entró como jugador sustituto por solo 28 minutos.
Ha marcado 28 goles en 62 apariciones para el FC Anzhi Majachkalá con base en Daguestán. 
El 16 de enero de 2017, Boli firmó un contrato de dos años y medio con el club Al Ain FC de la Liga Árabe de los EAU.  El 18 de enero de 2017, Al Ain decidió anular el contrato después de que "Anzhi y Boli hicieron demandas adicionales".
El 25 de febrero de 2017 llega al Dalian Aerbin de la segunda división de China por 1 millón de euros, para convertirse luego en flamante goleador del equipo y lograr el ascenso a la Superliga China.

## Clubes
| Club                       | País           | Año       | Goles |
| -------------------------- | -------------- | --------- | ----- |
| Paris Saint-Germain F. C.  | Francia        | 2007-2008 | 2     |
| Le Havre A. C.             | Francia        | 2008-2009 | 2     |
| Paris Saint-Germain F. C.  | Francia        | 2009      | 2     |
| Nîmes Olympique            | Francia        | 2010-2011 | 4     |
| PSFC Chernomorets Burgas   | Bulgaria       | 2011-2013 | 9     |
| F. C. Zarya Lugansk        | Ucrania        | 2013-2014 | 15    |
| F. K. Anzhí Majachkalá     | Rusia          | 2014-2017 | 28    |
| Dalian Yifang              | China          | 2017      | 17    |
| Colorado Rapids            | Estados Unidos | 2018      | 2     |
| Ratchaburi Mitr Phol F. C. | Tailandia      | 2019-2020 |       |
| Port F. C.                 | Tailandia      | 2021      |       |
| Chiangmai United F. C.     | Tailandia      | 2021-2022 |       |